# سمندرک‌های خالدار

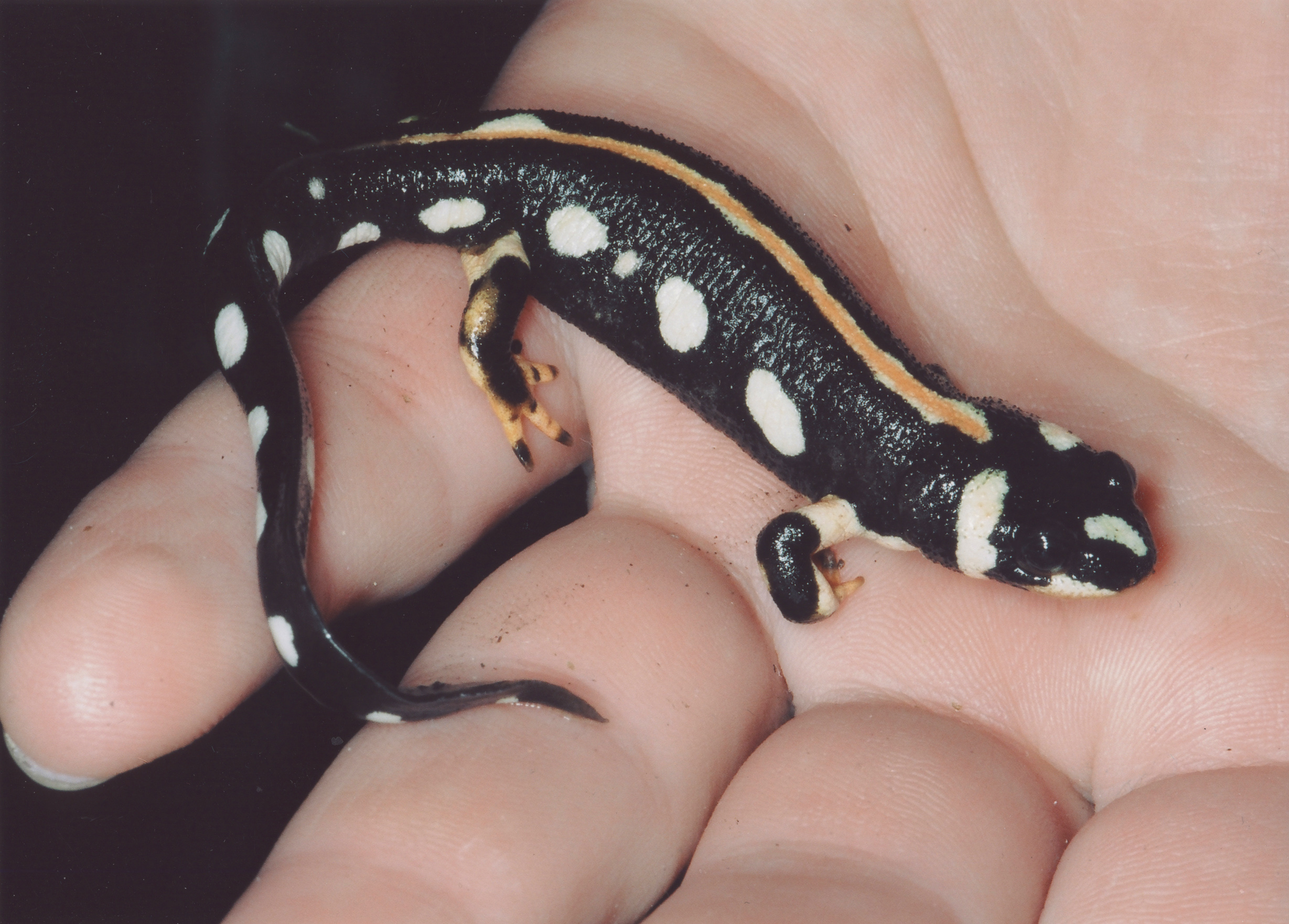
سمندرک خالدار

سمندرک‌های خالدار (نام علمی: Neurergus) نام یک سرده از تیره سمندران است.